# کتابخانه یادمان جی. هنری میر

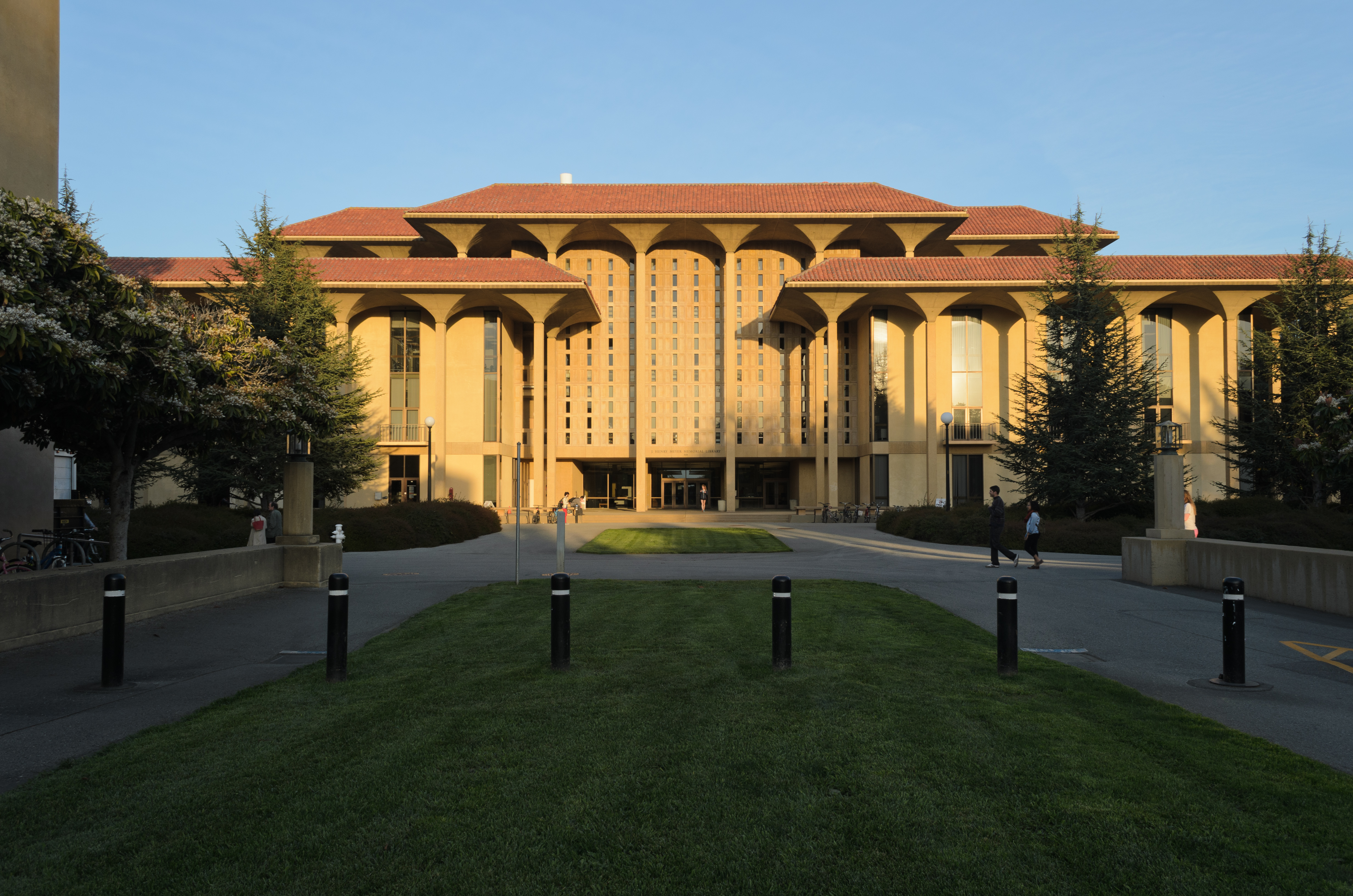
نمای غربی در آوریلِ ۲۰۱۳ میلادی

کتابخانهٔ یادمان جی. هنری میر کتابخانه‌ای در دانشگاه استنفورد بود که در اوتِ ۲۰۱۴ بسته و سالِ ۲۰۱۵ میلادی ویران شد. مجموعهٔ بزرگ آسیای شرقی این کتابخانه به کتابخانهٔ لاتروپ منتقل شد. به جای این کتابخانه یک فضای سبز ساخته شد.

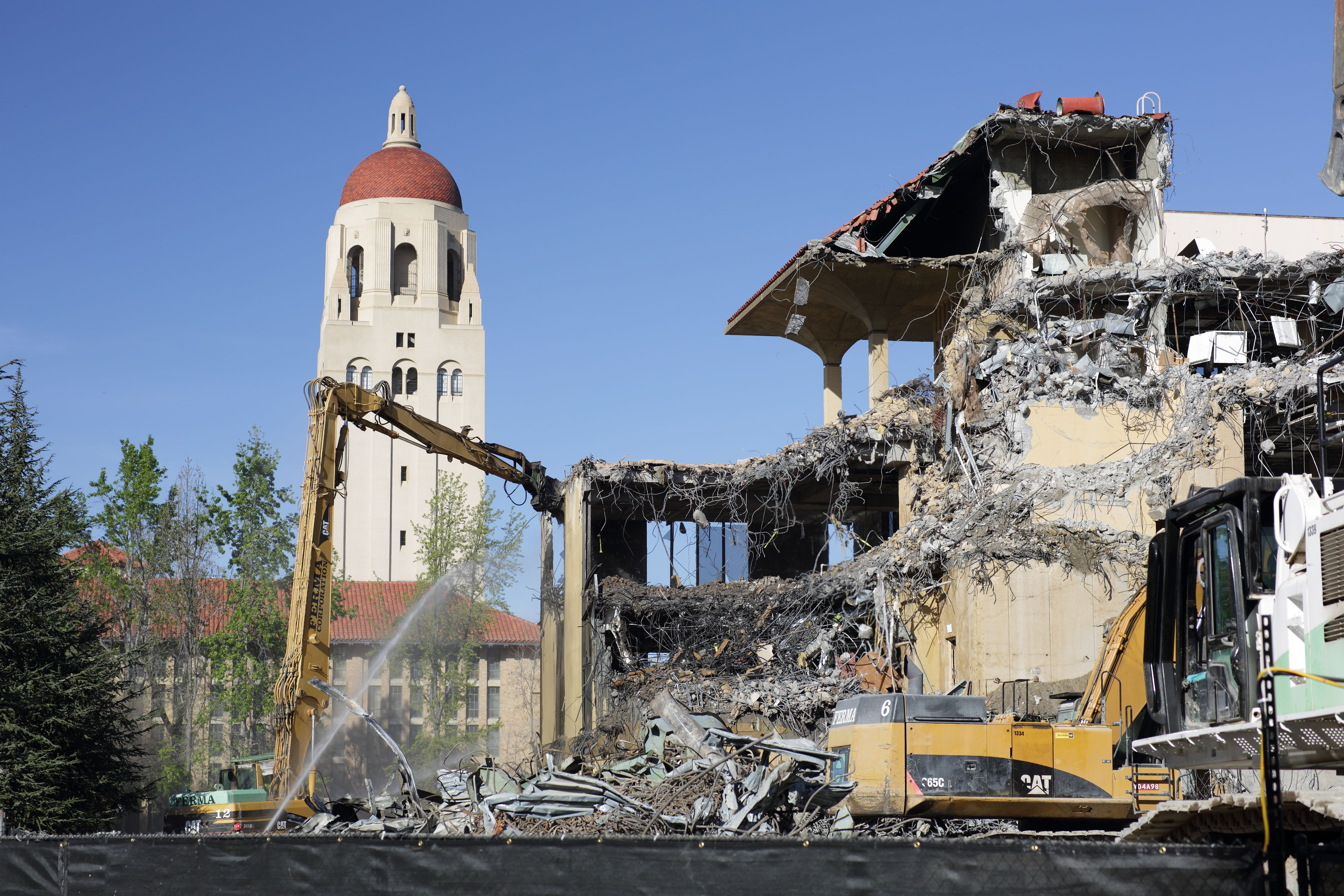
در حالِ تخریب در فوریهٔ ۲۰۱۵ میلادی